# Kdo přežije: Markézy
Kdo přežije: Markézy (v anglickém originále Survivor: Marquesas) je čtvrtá řada americké reality show Kdo přežije. Natáčela se na podzim roku 2001 a premiérově byla vysílána na CBS od 28. února 2002 do 19. května 2002. Na českých obrazovkách byla poprvé uvedena na TV Nova (pod názvem Markézy) a později i na TV Prima (pod názvem Polynésie).

## Poloha a doba natáčení
Série se odehrává na Markézách konkrétně na ostrově Nuku Hiva. Natáčela se od 12. listopadu 2001 do 20. prosince 2001.

## Soutěžící
Opět bylo vysazeno 16 trosečníků, byli rozděleni do dvou kmenů: Rotu (tahitsky: "silný déšť") a Maraamu ("jižní vítr") a začali jedno z největších dobrodružství svého života. Později byli zbylí hráči sloučeni do kmene Soliantu (slovo vymyšlené Kathy-Vavrick a Robem, které mělo znamenat "posvátná věrnost Slunci"). Vyhrát ale nemohou všichni. Čtrnáct z nich bude vyloučeno, posledních 7 vyloučených vytvoří porotu, 2 poslední před ní předstoupí, ale jen jeden vyhraje šek na milion dolarů a titul Poslední přeživší.

### Budoucí návraty soutěžících
Po odvysílání Kdo přežije: Markézy se Kathy Vavrick-O'Brien a Rob Mariano zúčastnili Kdo přežije: Návrat Hvězd. Rob se později zúčastnil dalších třech řad: Kdo přežije: Hrdinové proti padouchům, Kdo přežije: Ostrov vykoupení a Survivor: Winners at War. Tyto návraty ho učinily prvním soutěžícím, který se zúčastnil soutěže pětkrát. Rob se také objevil v Survivor: Island of the Idols jako jeden z mentorů spolu se Sandrou Diaz-Twine.